# クオン・ラボラヴィー
クオン・ラボラヴィー（Khoun Laboravy、1988年8月25日 - ）は、元カンボジア代表のサッカー選手。現役時代のポジションはFW。

## 個人成績

### 代表
| #   | 日附           | 場所         | 対戦相手       | 得点 | 結果 | 大会                                   |
| --- | -------------- | ------------ | -------------- | ---- | ---- | -------------------------------------- |
| 1.  | 2011年2月9日   | プノンペン   | マカオ         | 3-1  | 勝   | AFCチャレンジカップ2012                |
| 2.  | 2011年6月29日  | プノンペン   | ラオス         | 4–2  | 勝   | 2014 FIFAワールドカップ・アジア1次予選 |
| 3.  | 2014年10月12日 | ビエンチャン | ラオス         | 2–3  | 敗   | 2014 AFFスズキカップ                   |
| 4.  | 2014年11月17日 | イーシュン   | シンガポール   | 2–4  | 敗   | 親善試合                               |
| 5.  | 2014年11月17日 | イーシュン   | シンガポール   | 2–4  | 敗   | 親善試合                               |
| 6.  | 2015年3月12日  | プノンペン   | マカオ         | 3–0  | 勝   | 2018 FIFAワールドカップ・アジア1次予選 |
| 7.  | 2015年6月2日   | プノンペン   | ラオス         | 1–1  | 分   | 親善試合                               |
| 8.  | 2016年5月29日  | プノンペン   | 東ティモール   | 2–0  | 勝   | 親善試合                               |
| 9.  | 2017年1月14日  | アブダビ     | サウジアラビア | 2–7  | 敗   | 親善試合                               |
| 10. | 2017年3月22日  | プノンペン   | インド         | 2–3  | 敗   | 親善試合                               |
| 11. | 2018年3月21日  | ビエンチャン | ラオス         | 1–0  | 勝   | 親善試合                               |
| 12. | 2018年3月27日  | ドゥシャンベ | アフガニスタン | 1–2  | 敗   | AFCアジアカップ2019予選                |

## タイトル

### クラブ
スヴァイリエンFC
- カンボジア・リーグ: 2013
- フン・セン・カップ: 2011, 2012

ボーウング・ケット・アンコール
- カンボジア・リーグ: 2016, 2017

### 個人
- カンボジア・リーグゴールデンブーツ: 2013
- フン・セン・カップゴールデンブーツ: 2011, 2012, 2014, 2017